# Hound (Royaume-Uni)
Hound est une paroisse civile et un village du Hampshire, en Angleterre.